# بینارووا
بینارووا (به لهستانی:  Binarowa) یک روستا در لهستان است که در گمینا بیچ واقع شده‌است. بینارووا ۱٬۷۴۰ نفر جمعیت دارد.

## نگارخانه

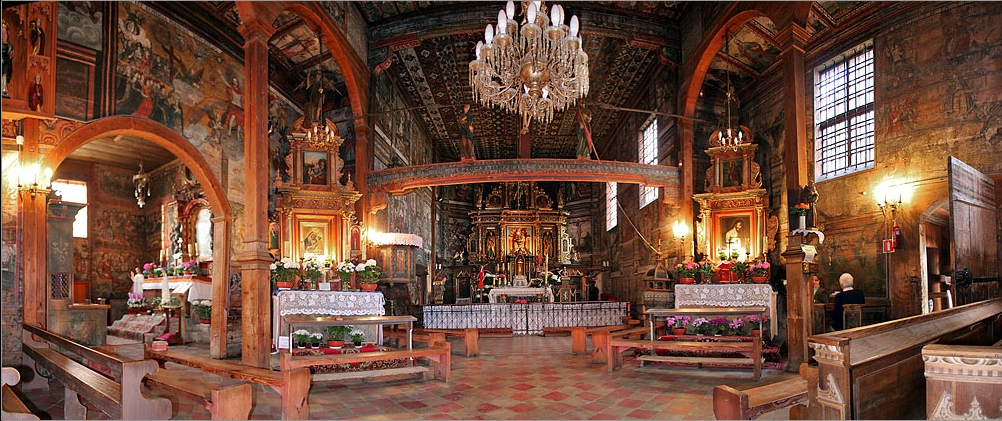
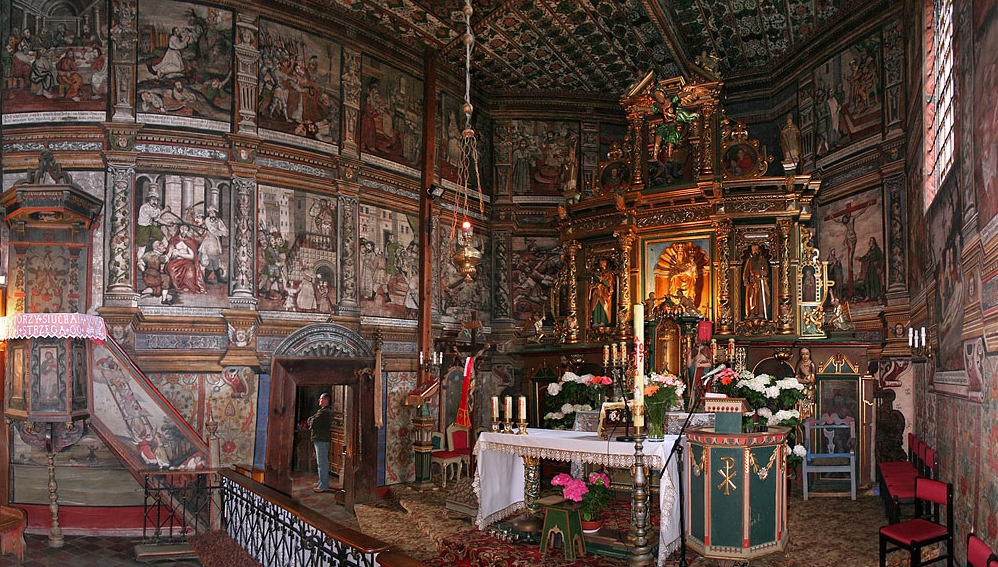
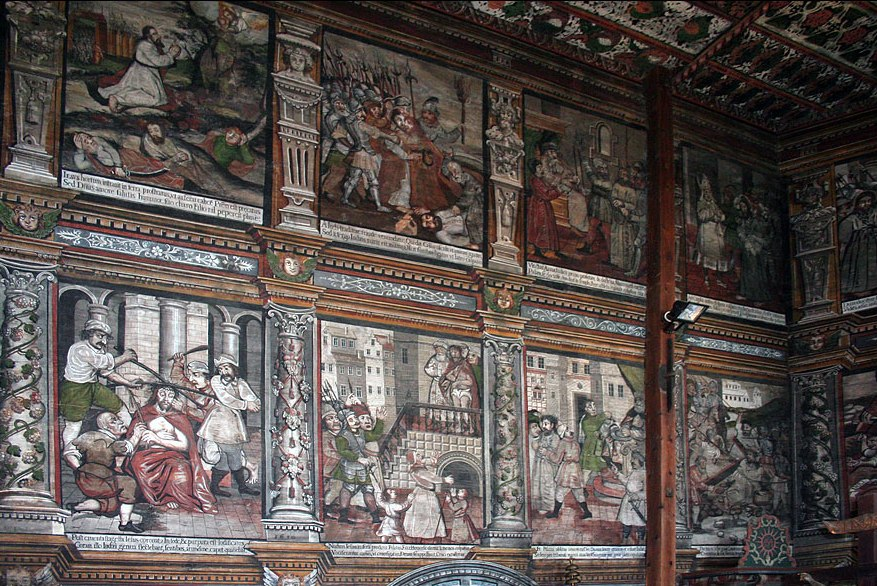